# Dasypyrum
Dasypyrum es un género de plantas herbáceas de la familia de las poáceas.

## Citología
El número cromosómico básico del género es x = 7, con números cromosómicos somáticos de 2n = 14 y 28, ya que hay especies diploides y una serie poliploide. Cromosomas relativamente "grandes".

## Especies
- Dasypyrum breviaristatum (H. Lindb.) Fred.
- Dasypyrum hordeaceum (Coss. & Durieu) P. Candargy
- Dasypyrum sinaicum (Steud.) P. Candargy
- Dasypyrum villosum (L.) P. Candargy